# Vates weyrauchi
Vates weyrauchi är en bönsyrseart som beskrevs av Max Beier 1958. Vates weyrauchi ingår i släktet Vates och familjen Mantidae. Inga underarter finns listade i Catalogue of Life.